# Honschaft Herkenrath

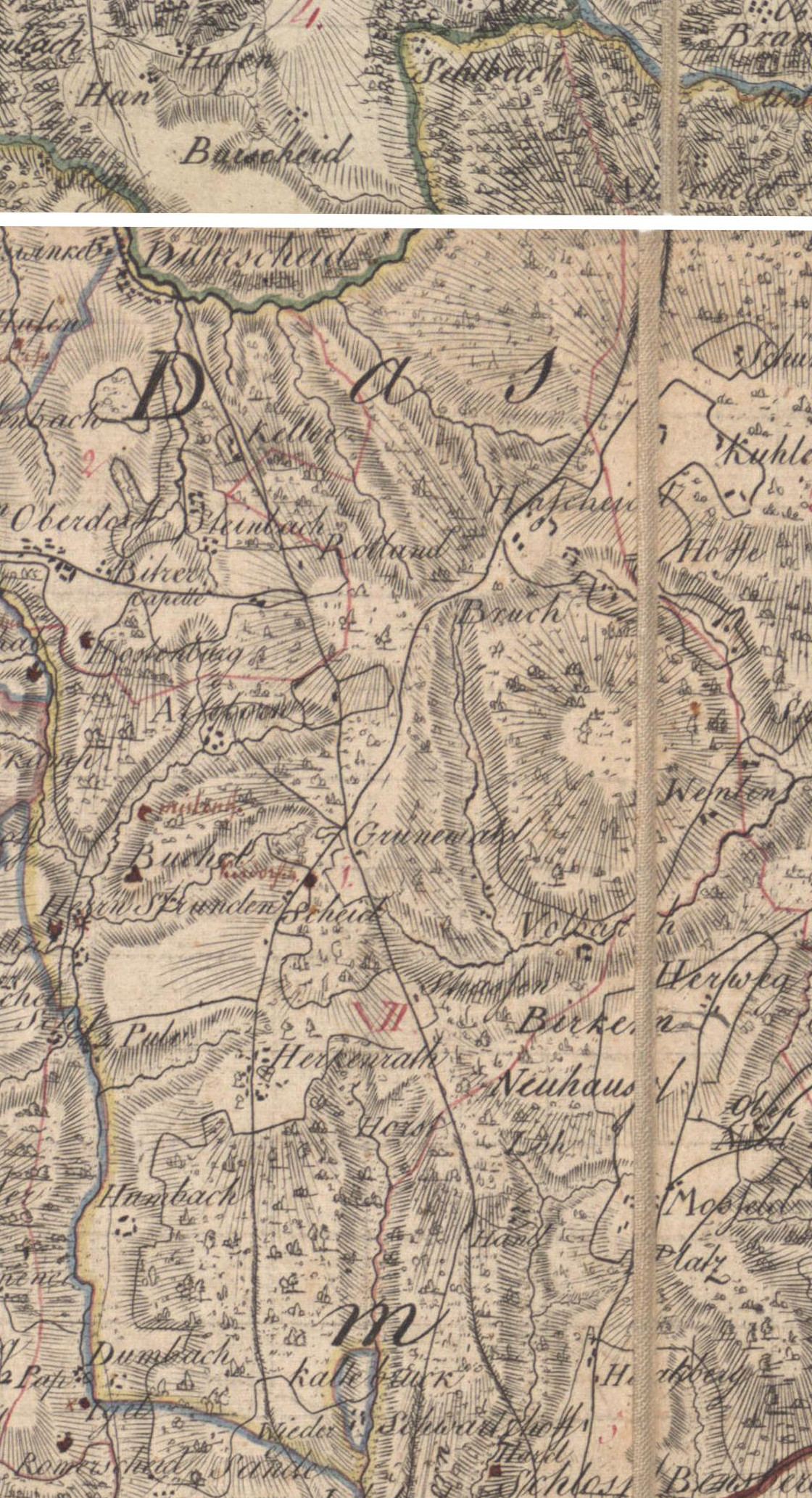
Honschaft Herkenrath (Ausschnitt aus der Karte von 1789, Wiebeking)

Die Honschaft Herkenrath war vom Mittelalter in das 19. Jahrhundert hinein eine Honschaft und zugleich Kirchspiel im Amt Porz im Herzogtum Berg.
Aus der Charte des Herzogthums Berg 1789 von Carl Friedrich von Wiebeking geht hervor, dass Herkenrath Titularort der Honschaft und des Kirchspiels war. Die Honschaft war dem Botenamt Herkenrath zugeordnet und dem Obergericht Bensberg. In der Wiebekingschen Karte von 1789 sind die Grenzen der Honschaft Herkenrath dargestellt; sie entspricht in etwa der heutigen Gemarkung Herkenrath mit Ausnahme von Flur 011, die später hinzugekommen ist. 
Aus der Steuerliste von 1586/87 und der Erbhuldigungsliste von 1665 ergibt sich eine Unterscheidung in eine große Honschaft und eine kleine Honschaft. Die große Honschaft (Honschaft Groß-Herkenrath) umfasste Asselborn, Broich, Büchel, Gronewald, Hasselsheide, Herkenrath, Kierdorf, Oberlerbach, Löhe, Lucht, Ottoherscheid, Scheid,  Selbach (Ober- und Unterselbach), Strassen, Volbach, Weiden, Wenten und Wüstenherscheid. Zur kleinen Honschaft (Honschaft Klein-Herkenrath) gehörte Asselborn, Bech, Braunsberg, Büchel, Dombach, Hombach (Ober- und Unterhombach), Oberlerbach und Herrenstrunden. Unter der französischen Verwaltung zwischen 1806 und 1813 wurde das Amt Porz aufgelöst und Herkenrath wurde politisch der Mairie Bensberg im Kanton Bensberg im Arrondissement Mülheim am Rhein zugeordnet. 1816 wandelten die Preußen die Mairie zur Bürgermeisterei Bensberg im Kreis Mülheim am Rhein.